# Saint-Féliu-d'Avall
Saint-Féliu-d'Avall is een gemeente in het Franse departement Pyrénées-Orientales (regio Occitanie). De plaats maakt deel uit van het arrondissement Perpignan. Saint-Féliu-d'Avall telde op 1 januari 2022 2.934 inwoners.

## Geografie
De oppervlakte van Saint-Féliu-d'Avall bedroeg op 1 januari 2022 10,79 vierkante kilometer; de bevolkingsdichtheid was toen 271,9 inwoners per km².

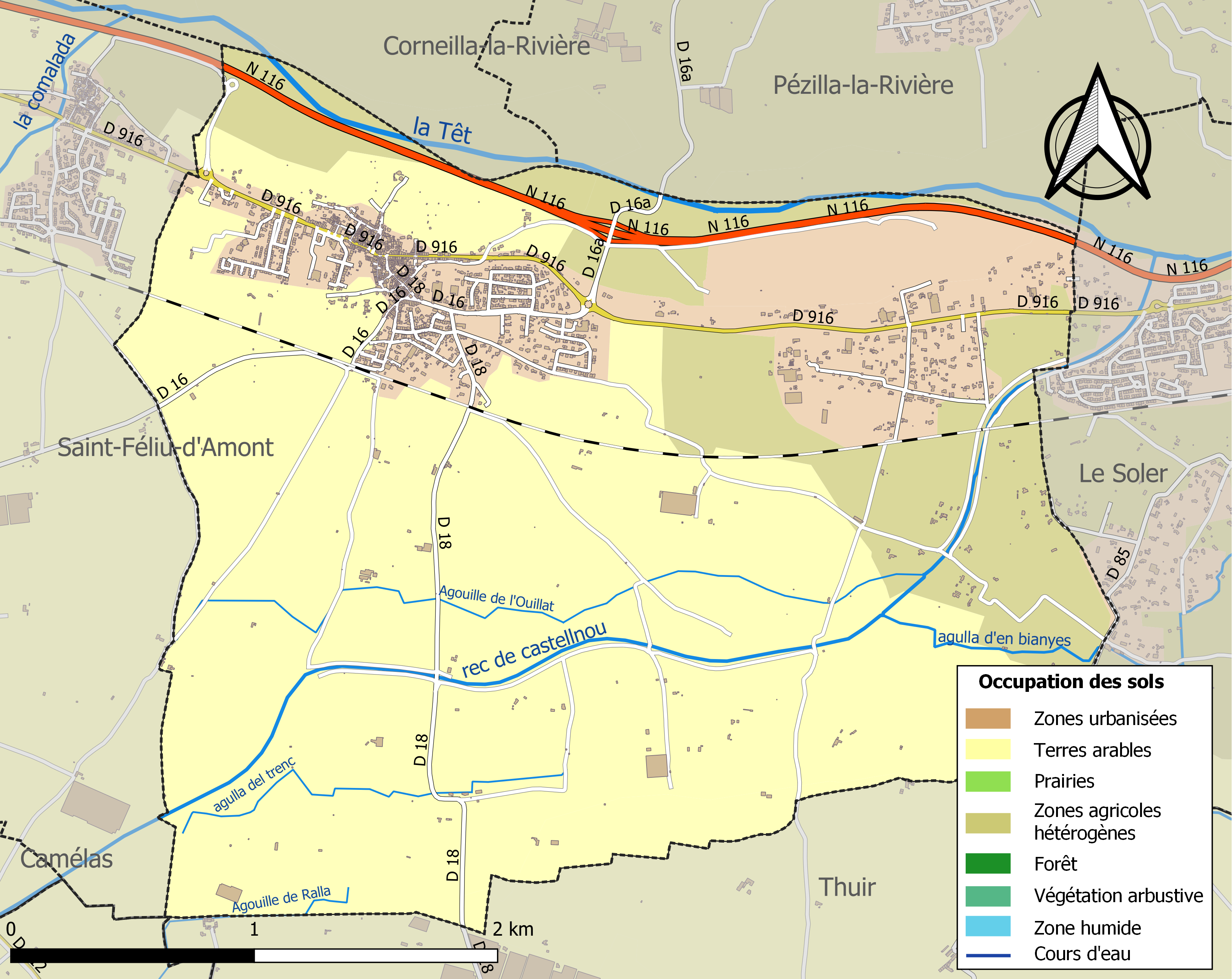
Kaart van de gemeente met de belangrijkste infrastructuur, bodemgebruik en omliggende gemeenten

## Verkeer en vervoer
In de gemeente ligt spoorwegstation Saint-Féliu-d'Avall.

## Demografie
Onderstaande figuur toont het verloop van het inwonertal (bron: INSEE-tellingen).